# Áden kormányzóság

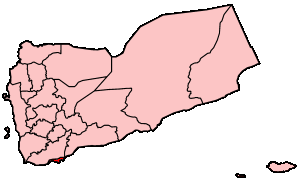
Áden kormányzóság elhelyezkedése Jemenen belül

Áden kormányzóság (arabul محافظة عدن [Muḥāfaẓat ʿAdan]) Jemen huszonegy kormányzóságának egyike. Az Arab-tenger partján fekszik, a szárazföld felől Lahidzs kormányzóság határolja. Egy ponton érintkezik a keletre fekvő Abjan kormányzósággal is. Székhelye Áden városa. Területe 825 km², népessége a 2004-es népszámlálási adatok szerint 589 419 fő.

## Közigazgatási beosztása
Áden kormányzóság nyolc kerületre (mudírijja) oszlik. Ezek: el-Burajka, Dár Szaad, Húr Makszar, Kráter, el-Manszúra, el-Mualla, es-Sejh Uszmán, et-Taváhi.

## Fordítás
Ez a szócikk részben vagy egészben  a   Governorates of Yemen című angol Wikipédia-szócikk ezen változatának fordításán alapul.  Az eredeti cikk szerkesztőit annak laptörténete sorolja fel. Ez a jelzés csupán a megfogalmazás eredetét és a szerzői jogokat jelzi, nem szolgál a cikkben szereplő információk forrásmegjelöléseként.